# Mossos d'Esquadra
|  | Per a altres significats, vegeu «Policia de la Generalitat». |

La Policia de la Generalitat de Catalunya – Mossos d'Esquadra és la força de policia de la Generalitat de Catalunya, refundada, com a cos de policia propi mitjançant la Llei 19/1983, de 14 de juliol de 1983, aprovada pel Parlament de Catalunya. Com a policia integral s'ocupa de les funcions de seguretat ciutadana, policia administrativa, policia judicial, intervenció, i policia de proximitat, les quals són competències de la Generalitat.
L'any 2022, el cos tenia 17.881 mossos, que es distribueixen en un complex organigrama d'organismes centrals i territorials. La seu central operativa és l'anomenat Complex Central Egara, que es troba a Sabadell, on hi ha el despatx del Subdirector Operatiu de la Policia. Són part de les Forces i Cossos de Seguretat d'Espanya.

## Història
La llarga història d'aquest cos fundat a principis del segle xviii per l'administració borbònica ha passat per moltes vicissituds. En un principi les Esquadres de Catalunya només eren escamots per perseguir les últimes resistències austriacistes i els bandolers. Foren abolits el 1868 i restablerts el 1876. Durant els anys de la segona república estigueren sempre al costat de la Generalitat, motiu pel qual la dictadura franquista els va abolir altre cop el 1939. Més tard, però, el 1950 la Diputació de Barcelona va crear un cos similar plenament adscrit al règim.
Posteriorment amb el retorn de la democràcia i la Generalitat els Mossos retornaren a les ordres de les institucions catalanes el 1980 i foren reconvertits en una policia democràtica de naturalesa civil que des del 1994 fins ara s'ha anat ampliant fins a esdevenir la policia integral de Catalunya. El 1998 s'assumeix la competència de trànsit, fins aquell moment en mans de la Guàrdia Civil.
El desplegament de la Policia de la Generalitat a Barcelona es materialitza el 2005, substituint les patrulles de la Policia Nacional gradualment. El 2008 es dona per finalitzat el desplegament dels Mossos d'Esquadra a Catalunya, i sis anys després es crea la bandera institucional del cos. El 2017 va ser un any certament intens per la policia catalana, amb la primera convocatòria d'oposicions després de sis anys; el primer atemptat a Catalunya; i les conseqüències jurídiques i d'ordre públic derivades del referèndum d'autodeterminació de l'1 d'octubre.
Durant la vuitena legislatura el segon govern tripartit incorporà noves atribucions i es denominà Conselleria d'Interior, Relacions Institucionals i Participació de la Generalitat de Catalunya. El conseller republicà Joan Ignasi Elena, el 20 de desembre de 2021 anuncià la destitució del major Josep Lluís Trapero com a responsable de cos de Mossos d'Esquadra, al·legant manca de confiança, i fou substituït pel comissari Josep Maria Estela. El 17 d'octubre de 2022 Elena va destituir Estela després de nou mesos de càrrec rellevant-lo pel número 2 del cos, Eduard Sallent, per desavinences de lleialtat entre ambdós comandaments, motivant la reprovació d'Elena pel Parlament el 24 de novembre amb els vots a favor de PSC, Vox, Cs i PP.
El juliol de 2024 la ertzaintza va assumir el control de l'ordre públic i la integritat de les persones i el patrimoni als aeroports i ports bascos, que exercien la Guàrdia Civil i el Cos Nacional de Policia, una competència que el govern de Pere Aragonès va acordar també per als Mossos d'Esquadra però no es va materialitzar per la convocatòria d'eleccions, i el següent govern, del socialista Salvador Illa va rebutjar.
Amb el govern socialista de la Quinzena legislatura, en 2024 el Departament va canviar el seu nom per el Departament d'Interior i Seguretat Pública, sent la consellera Núria Parlon, que va nomenar Josep Lluís Trapero com a director general de la Policia i Miquel Esquius com a cap dels Mossos d'Esquadra.

## Les jerarquies policials

### Graus policials
Podem diferenciar l'escala policial dels mossos entre els que tenen funcions directives (escales superior i executiva) i els que tenen funcions pràctiques operatives (intermèdia i bàsica). Els rangs es componen de la següent manera:
| Escala    | Bàsica | Bàsica | Bàsica | Bàsica                | Bàsica                | Bàsica                | Intermèdia        | Intermèdia        | Executiva                  | Executiva                  | Superior           | Superior           | Superior           |
| --------- | ------ | ------ | ------ | --------------------- | --------------------- | --------------------- | ----------------- | ----------------- | -------------------------- | -------------------------- | ------------------ | ------------------ | ------------------ |
| Divisa    |        |        |        | Divisa de subteniente | Divisa de subteniente | Divisa de subteniente | Divisa de brigada | Divisa de brigada | Divisa de sargento primero | Divisa de sargento primero | Divisa de sargento | Divisa de sargento | Divisa de sargento |
| Jerarquia | Mosso  | Mosso  | Mosso  | Caporal               | Caporal               | Caporal               | Sergent           | Sotsinspector     | Inspector                  | Inspector                  | Intendent          | Comissari          | Major              |

### L'escala de suport

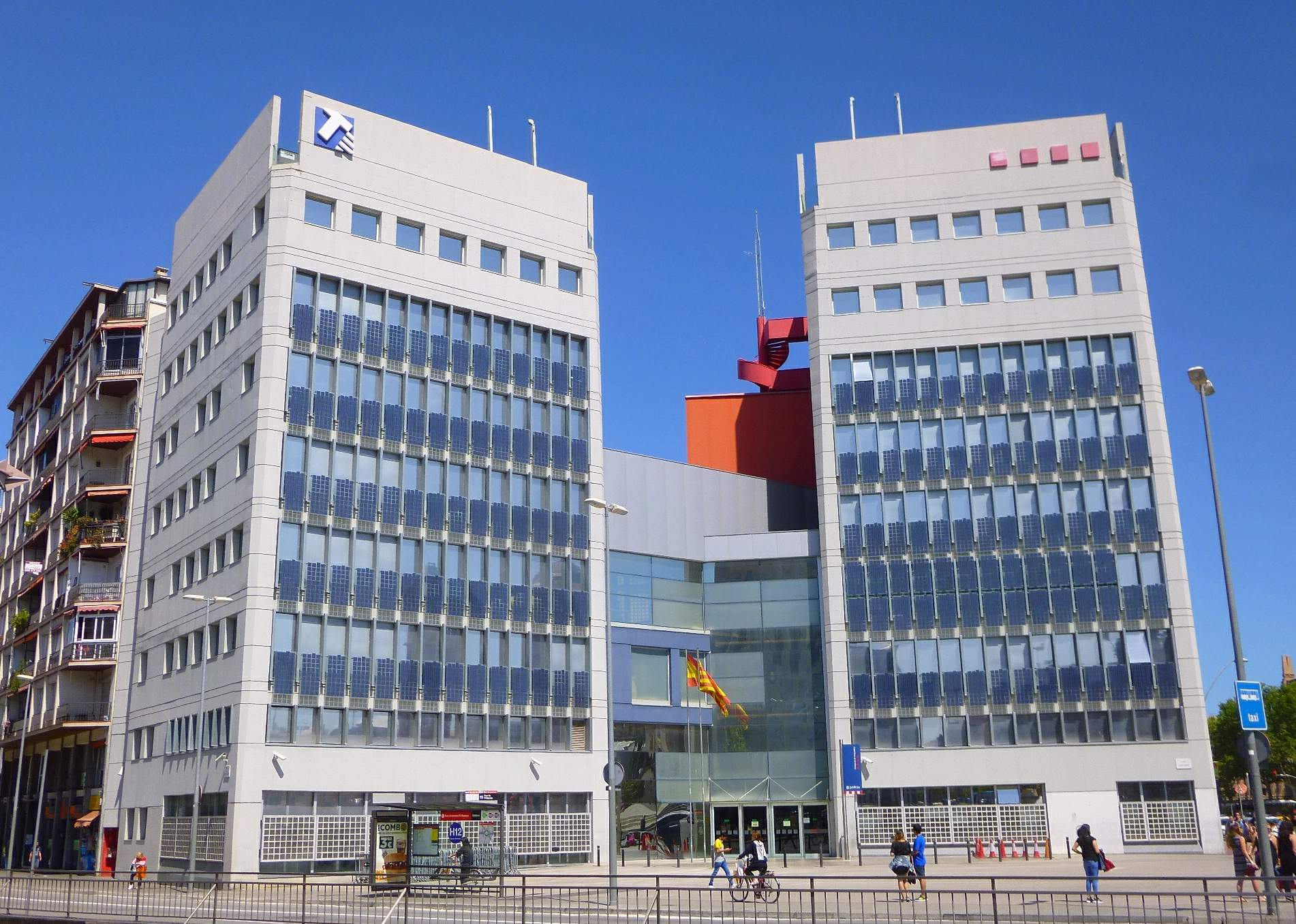
Comissaria de la Regió Policial Metropolitana a Barcelona.

A més a més es compta amb una sèrie d'especialistes que no tenen per què ser policies però que donen suport a la feina dels agents.

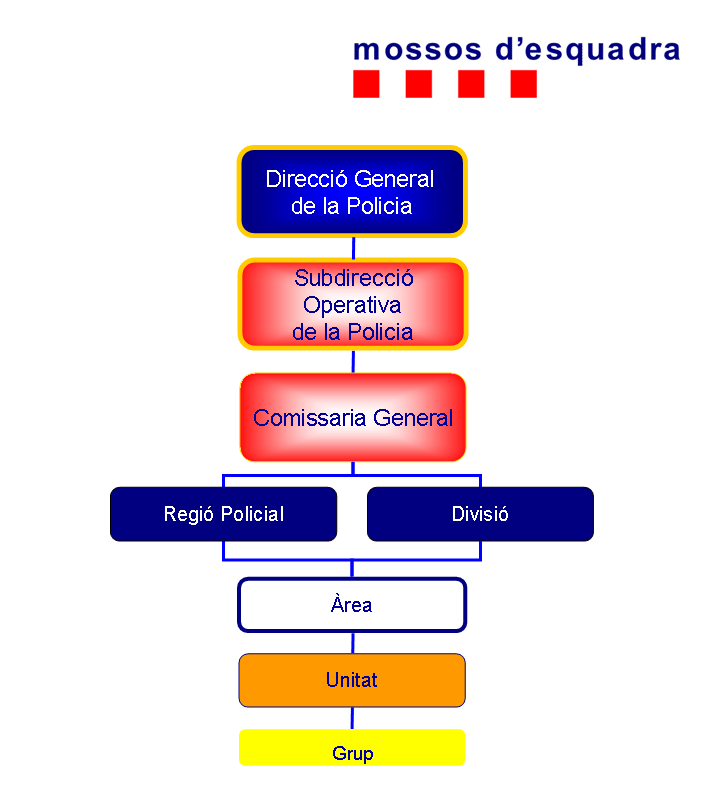
Rangs dels organismes de la policia catalana.

- Facultatiu
- Tècnic

### La jerarquia dels organismes policials
El Decret 57/2023 estableix els següents rangs o nivells d'organismes policials:
1. La Direcció General de la Policia: exerceix el comandament general del cos.
2. La Subdirecció Operativa de la Policia: exerceix el comandament sobre les 3 comissaries generals més operatives.
3. Les 3 Comissaries Superior: cadascuna exerceix el comandament d'un dels departaments policials més importants: el territorial, el de seguretat ciutadana i el tècnic.
4. Les 3 Comissaries Generals: cadascuna comanda un departament del cos amb menor mida pel que fa als recursos que les superiors: el d'investigació criminal, el d'informació, i el de les T.I.C..
5. Les 9 Regions Policials i les 10 Divisions: cada regió policial exerceix el comandament sobre l'estructura policial territorialitzada; i cada Divisió exerceix el comandament sobre una estructura central específica. Les regions i les divisions acostumen a tenir bastants centenars de persones, o milers.
6. Les 127 Àrees: cadascuna exerceix el comandament directe de l'estructura que desenvolupa els objectius concrets de la policia catalana. Les àrees acostumen a tenir diverses desenes de persones o centenars.
7. Les diverses unitats dependents: cadascuna executa operativament una tasca policial específica (patrullar en un territori concret, investigar un tipus de delicte concret, actuar en unes circumstàncies concretes, etc.). Les unitats acostumen a tenir unes desenes de persones.
8. Els diversos grups dependents: cada unitat s'organitza internament en grups de treball. Acostumen a ser grups reduïts de persones.

### Subdirector operatiu del cos
El subdirector operatiu del cos és un càrrec que ostenta un comandament dels Mossos d'Esquadra escollit per la Conselleria d'Interior i per la Direcció General de la Policia. Aquest no es tracta d'un grau policial com a tal, ja que pot ostentar el càrrec tant el Major o un Comissari (en cap, llavors), sinó que es tracta de la designació de les funcions de dirigir operativament el cos i desenvolupar les estratègies corresponents en matèria policial. Des de la refundació del cos l'any 1983, el cos ha tingut nombrosos caps del cos:
| Nom                  | Nom                           | Grau policial | Període           | Conseller/a                                                                                      | Conseller/a |
| -------------------- | ----------------------------- | ------------- | ----------------- | ------------------------------------------------------------------------------------------------ | ----------- |
|                      | Josep Peris                   | Comissari     | 1988 - 1993       | Josep Gomís i Martí                                                                              |             |
| Maria Eugènia Cuenca | Josep Peris                   | Comissari     | 1988 - 1993       |                                                                                                  |             |
|                      | Josep Peris                   | Comissari     | 1988 - 1993       |                                                                                                  |             |
|                      | Joan Unió                     | Major         | 1994 - 2007       |                                                                                                  |             |
| Xavier Pomés         | Joan Unió                     | Major         | 1994 - 2007       |                                                                                                  |             |
| Núria de Gispert     | Joan Unió                     | Major         | 1994 - 2007       |                                                                                                  |             |
| Montserrat Tura      | Joan Unió                     | Major         | 1994 - 2007       |                                                                                                  |             |
|                      | Josep Milán                   | Comissari     | 2007 - 2013       | Joan Saura                                                                                       |             |
| Felip Puig           | Josep Milán                   | Comissari     | 2007 - 2013       |                                                                                                  |             |
| Ramón Espadaler      | Josep Milán                   | Comissari     | 2007 - 2013       |                                                                                                  |             |
|                      | Josep Lluís Trapero i Álvarez | Major         | 2013 - 2017       |                                                                                                  |             |
| Jordi Jané           | Josep Lluís Trapero i Álvarez | Major         | 2013 - 2017       |                                                                                                  |             |
| Joaquim Forn         | Josep Lluís Trapero i Álvarez | Major         | 2013 - 2017       |                                                                                                  |             |
|                      | Lluís Ferran López i Navarro  | Comissari     | 2017 - 2018       | Nomenat pel Ministeri de l'Interior per l'aplicació del artícle 155 de la Constitució Espanyola. |             |
|                      | Miquel Esquius i Miquel       | Comissari     | 2018 - 2019       | Miquel Buch                                                                                      |             |
|                      | Eduard Sallent i Peña         | Comissari     | 2019 - 2020       | Miquel Buch                                                                                      |             |
| Miquel Sàmper        | Eduard Sallent i Peña         | Comissari     | 2019 - 2020       |                                                                                                  |             |
|                      | Josep Lluís Trapero i Álvarez | Major         | 2020 - 2021       |                                                                                                  |             |
| Joan Ignasi Elena    | Josep Lluís Trapero i Álvarez | Major         | 2020 - 2021       |                                                                                                  |             |
|                      | Josep Maria Estela i Ribes    | Comissari     | 2021 - 2022       |                                                                                                  |             |
|                      | Eduard Sallent i Peña         | Comissari     | 2022 - 2024       |                                                                                                  |             |
|                      | Miquel Esquius i Miquel       | Comissari     | 2024 - actualitat | Núria Parlon                                                                                     |             |

### Especialitzacions dins del cos
Tots els agents de policia dels Mossos d'Esquadra surten de l'Institut de Seguretat Pública de Catalunya amb la formació necessària per desenvolupar la tasca policial bàsica.
| Funcions policials bàsiques |  | Nivell    | Funció | Organismes policials que tenen l'especialitat |
| --------------------------- |  | --------- | --- | --------------------------------------------- |
| Sense especialitat          |  | Nivell 1* | - Evitar i perseguir les activitats antisocials, molestes i incíviques, tant les que puguin donar com a resultat una acció penal o com administrativa. - La seguretat de les persones o dels béns, ja sigui en la seva activitat social o en els moviments de masses (actes esportius, culturals i altres), o a la circulació viària, o riscos industrials, en col·laboració amb altres organismes. - La protecció a persones i institucions que així ho necessitin. - La col·laboració i actuació amb altres institucions per evitar o, si s'escau, minorar les conseqüències que per a la seguretat de les persones i els béns representen les calamitats d'origen natural. - Evitar les situacions de risc per a les persones i els béns, neutralitzar-les i, si s'escau, determinar si la conducta és susceptible de responsabilitat penal o administrativa. - Procurar una percepció de seguretat i tranquil·litat en la ciutadania i garantir l'exercici dels seus drets i llibertats. | Unitat de Seguretat Ciutadana                 |

Una part molt important, però, opta per continuar la seva formació i especialitzar-se. Com més alt és el nivell d'especialització més complicada o arriscada és la tasca a desenvolupar (i per tant més alt és el salari). Hi ha tres famílies professionals d'especialitats: la seguretat ciutadana, la investigació i el suport tècnic.
| Especialitats de Seguretat Ciutadana       | Imatge | Nivell        | Funció | Organismes policials que tenen l'especialitat                         |
| ------------------------------------------ | ------ | ------------- | --- | --------------------------------------------------------------------- |
| Protecció de persones i béns               |        | Nivell 2 **   | - Suport a les patrulles de seguretat ciutadana - Prevenció i lluita contra el terrorisme - Suport en esdeveniments d’oci, esportius o reivindicatius - Suport als equips d'investigació, comitives judicials i policia científica en actuacions en domicilis - Auxili en situacions de calamitat o d’emergència - Manteniment de l’ordre públic en les concentracions o manifestacions - Lluita contra la delinqüència en general - Controls de pas - Dispositius de protecció de personalitats - Trasllat de presos i detinguts conflictius o amb risc de fugida | ARRO (Àrea Regional de Recursos Operatius)                            |
| Atenció a la ciutadania                    |        | Nivell 2 **   | Atenció a les persones, tramitació de denúncies i tractament de les víctimes; compatible amb funcions policials bàsiques | OAC                                                                   |
| Especialitat de mobilitat                  | "      | "             | " | "                                                                     |
| Trànsit                                    |        | Nivell 3 ***  | - Assistència i auxili en carretera - Vigilància del trànsit i del transport - Investigació d'accidents de trànsit - Recerca de persones desaparegudes - Formació per a la mobilitat segura i sostenible - Dispositius de mobilitat i esportius - Actuació en plans d'emergència - Identificació de vehicle en cas d'atemptat consumat | Àrea Regional de Trànsit                                              |
| Especialitat d'intervenció                 | "      | "             | " | "                                                                     |
| Intervenció en muntanya                    |        | Nivell 3 ***  | - Investigació d'accidents i suport en rescats a la muntanya - Inspeccions en el medi natural d’activitats esportives i de la seguretat ciutadana - Coordinació amb altres grups d'emergències en recerques i rescats de persones en zones de muntanya o de difícil accés - Assistència a persones accidentades, perdudes o aïllades en llocs de difícil accés - Accions preventives per minimitzar el risc a persones i béns - Prevenció, vigilància i manteniment de l'ordre públic en estacions d'esquí i esdeveniments esportius - Conservació del medi ambient i de l'entorn natural en alta muntanya | Unitat d'Intervenció en Muntanya                                      |
| Subsòl                                     |        | Nivell 3 ***  | - Protecció i control d’edificis públics. - Col·laboració en feines de rescat en pous, coves o mines. - Dispositius de seguretat en grans esdeveniments - Inspecció i control en espais confinats. - Inspecció i control en espais per sota del nivell 0. - Rescats de persones, animals o objectes. | Unitat de Subsòl                                                      |
| Àrea Marítima                              |        | Nivell 3 ***  | - La recerca de víctimes mortals i proves delictives enfonsades sota l'aigua, i que per tant es troben fora de l'abast dels agents de policia científica. - Prevenir i evitar situacions de risc per a les persones en aquests ambients. - Executar inspeccions tecnicopolicials i reportatges gràfics de zones submergides. - Registrar instal·lacions submergides i embarcacions. - Detectar artefactes explosius amagats. - Participar d'operacions contra les activitats delictives de drogues i robatoris. - Proporcionar suport en ocasions de grans esdeveniments a les costes catalanes i de seguretat a les personalitats. | Àrea Marítima                                                         |
| Àrea central de mitjans aèris              |        | Nivell ***    | - Dur a terme tasques d'execució directa i de suport a l'activitat policial en matèria de mitjans aeris. - Exercir la interlocució de la Policia de la Generalitat – Mossos d'Esquadra amb els òrgans institucionals, públics i privats, relacionats amb l'àmbit aeronàutic i l'espai aeri. - Dirigir, coordinar i supervisar l'ús d'aeronaus tripulades i no tripulades dels Mossos d'Esquadra. - Establir sistemes de prevenció i de control de la superfície aèria pel que fa als vehicles aeris no tripulats. - Proposar les directrius tècniques i els procediments operatius en les matèries pròpies de l'àrea, per ser aprovats d'acord amb el procediment establert. - Fer d'interlocutora de la Policia de la Generalitat – Mossos d'Esquadra en relació amb els recursos tecnològics relacionats amb aeronaus, en coordinació amb la Comissaria General de Tecnologies de la Informació i la Comunicació. - Dur a terme el control administratiu relacionat amb els vols d'aeronaus no tripulades, tant de particulars com de professionals. - Donar suport tècnic, assessorar i participar en la gestió de recursos humans i materials dels mitjans aeris, respecte a aquells serveis descentralitzats. - Exercir la recerca, gestió, adequació tecnològica i desenvolupament dels equips tècnics destinats a la detecció i neutralització d'aeronaus no tripulades. - Proposar el pla de formació i manteniment de les competències dels pilots i tripulació del cos de Mossos d'Esquadra, així com fer propostes relatives a la formació com a policia administrativa en l'àmbit aeri de tots els membres de la Policia de la Generalitat – Mossos d'Esquadra. - Realitzar activitats d'investigació d'accidents aeris, així com de control i supervisió de l'aviació esportiva i dels aeròdroms. | Unitat Central d'Helicòpters, UTSA, UDRON                             |
| Canina                                     |        | Nivell 3 ***  | - Detecció d'explosius - Detecció d’armes de foc i munició - Detecció de substàncies estupefaents - Detecció de bitllets de curs legal (BCL) - Recerca i localització de persones | Unitat Canina                                                         |
| Ordre públic                               |        | Nivell 3 ***  | - Controls antiterroristes. - Grans concentracions de persones. - Actes esportius. - Assalts. - Suport en calamitats o catàstrofes. - Suport a seguretat ciutadana. - Protecció de personalitats. - Desallotjaments. | Àrea de Brigada Mòbil                                                 |
| Protecció especial                         |        | Nivell 3 ***  | - Prevenció i neutralització de les situacions de risc específic greu per a la seguretat de persones. - Autoprotecció de l'escorta i de la persona protegida. - Analitzar, focalitzar, identificar i tractar els riscos. - Protecció preventiva per davant de la protecció dissuasiva - Dispositius de seguretat. | Àrea d'escortes                                                       |
| Desactivació d'artefactes explosius – NRBQ |        | Nivell 4 **** | - Dispositiu de prevenció - Neutralització d’artefactes - Recerca preventiva d’artefactes en esdeveniments i actes esportius - Suport a altres unitats - Inspecció d’objectes o vehicles - Amenaces de bomba - Recollida i destrucció de pirotècnia i bengales | Àrea TEDAX-NRBQ                                                       |
| Intervenció especial                       |        | Nivell 4 **** | - Incidents amb ostatges o d’alt risc per a les persones. - Incidents amb delinqüents armats. - Actuacions en àrees amb llocs de difícil accés. - Protecció de personalitats. - Detencions d’alta perillositat. - Intervencions amb persones retingudes o segrestades. | GEI                                                                   |
| Especialitats d'Investigació               | "      | "             | " | "                                                                     |
| Investigació bàsica                        |        | Nivell 2 **   | Investiga il·lícits penals o administratius ordinaris | unitats d'investigació, unitats de policia administrativa, etc.       |
| Policia científica bàsica                  |        | Nivell 2 **   | Desenvolupa tasques de complexitat mitjana en els camps de la criminalística i la identificació | UI                                                                    |
| Investigació avançada                      |        | Nivell 3 ***  | Investiga il·lícits penals o administratius realitzats de manera organitzada | Àrea Territorial d'Investigació, ACCO, ACIP, etc.                     |
| Investigació interna                       |        | Nivell 3 ***  | Investiga els il·lícits penals o contraris a l'ètica professional que hagin comès agents del cos | Àrea d'Investigació Interna i AD                                      |
| Informació                                 |        | Nivell 3 ***  | Investiga aquella criminalitat amb objectius no econòmics | ACII, ACIE, etc.                                                      |
| Policia científica avançada                |        | Nivell 3 ***  | Desenvolupa tasques d'alta complexitat en els camps de la criminalística i la identificació | ACC, ACI, etc.                                                        |
| Seguiments i vigilàncies                   |        | Nivell 3 ***  | Observació sobre el terreny | ACMTSO, etc.                                                          |
| Mitjans tècnics                            |        | Nivell 3 ***  | Suport a la investigació amb l'ús de tecnologia per a l'observació i recollida d'informació | ACMTSO                                                                |
| Anàlisi                                    |        | Nivell 3 ***  | Analitza la informació recopilada sobre l'activitat criminal | ACAC                                                                  |
| Especialitats de Suport Tècnic             | "      | "             | " | "                                                                     |
| Suport tècnic bàsic                        |        | Nivell 2 **   | Proporciona suport bàsic a les unitats i a la direcció en la presa de decisions |                                                                       |
| Sala de comandament                        |        | Nivell 2 **   | Gestiona els recursos policials a través dels aplicatius informàtics | sales de comandament de les USC, sales regionals de comandament, etc. |
| Instrucció tecnicopolicial                 |        | Nivell 2 **   | Professorat que forma els aspirants i actualitza els policies en les tècniques policials que se'ls exigeixen | AIns                                                                  |
| Suport tècnic avançat                      |        | Nivell 3 ***  | Proporciona suport avançat a les unitats i a la direcció en la presa de decisions |                                                                       |

## Uniformes

### Uniforme de gala
El decret 184/1995 descriu l'actual uniforme de gala dels Mossos d'Esquadra, el qual s'inspira en l'uniforme tradicional del segle XIX:
Els aspectes que criden més l'atenció de l'uniforme de gala per a les cerimònies és l'ús de l'espardenya de Valls i el barret de copa alta amb escarapel·la de la senyera catalana, ambdues són característiques de l'uniforme tradicional històric. Sobre el calçat, especifica que «consisteix en unes espardenyes amb cinta blava i mitjons blancs, o sabates, en circumstàncies climatològiques adverses, que han de ser de cuir de color negre i amb cordons». I del barret de copa diu: «el barret de copa alta, amb escarapel·la de Catalunya al costat esquerre».

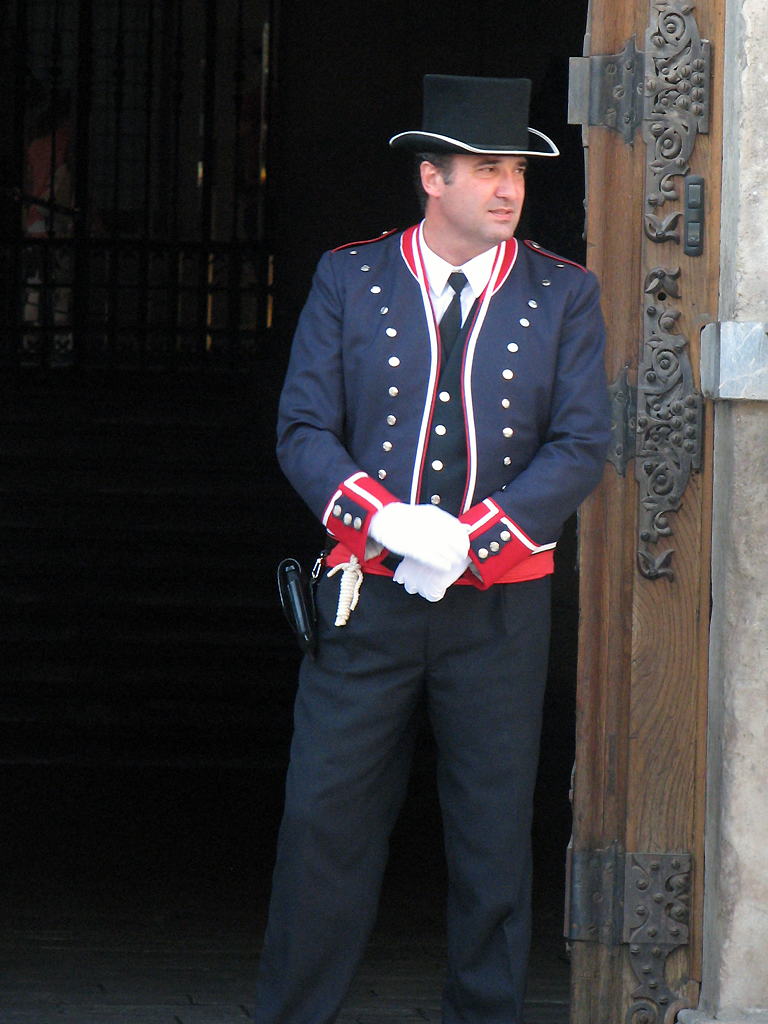
Mosso d'Esquadra amb l'uniforme de gala.

Pel que fa al cos de l'uniforme, l'exterior consisteix en una jaqueta que «és curta, amb bocamàniga vermella i amb aplicació a sobre d'una peça blava amb tres botons, tot enrivetat amb cinta i cordó blanc, i botonada platejada amb l'escut de la Generalitat de Catalunya amb dotze botons a cada costat; partint de les espatlles, butxaques en franja vermella enrivetada de blanc. Per l'esquena, costures enrivetades amb vermell que formen dos plecs d’aquest mateix color de cintura, amb tres botons cadascun. Bocamàniga al biaix.». L'armilla «és senzilla, de color blau marí, amb cinc botons platejats amb l'escut de la Generalitat de Catalunya.» Amagada per l'armilla hi ha la faixa «vermella que sobresurt lleugerament». I just per sobre de la faixa es troba el cinturó, el qual és «de cuir negre» i «porta la funda de l’arma enganxada pel cranc, en sentit vertical, carregador i manyotera de corda blanca». Per sota de tot aquest aspecte exterior cal portar una camisa «de popelín de color blanc, amb el coll planxat, màniga llarga i una butxaca a la banda esquerra del pit» amb una corbata «de color negre, mat i de pala».
Pel que fa als pantalons, «són de línia recta, del mateix teixit i color blau marí fosc que la jaqueta, amb trinxa normal i un plec a cada banda. Porten tres butxaques amb dos vius, una al darrere i una a cada davant. Porten un rivet vermell al llarg de les costures exteriors dels camals. S’adaptaran quant al teixit a l'estacionalitat i les condicions climatològiques». Els mitjons «són de color blanc», «tot i que en el cas excepcional de portar sabates, seran de color negre».
A més a més cal portar guants «de color blanc». I a l'hivern l'uniforme es complementa amb una capa, la qual és de «color blau marí fosc, amb revers i coll vermells, a la part interior amb tapeta/cartera de color blau marí i tres botons a cada costat del coll».
La llegenda popular i poètica considera que els Mossos portaven espardenyes i barret de copa perquè en el seu ideari hi havia la doble voluntat de servir de la mateixa manera els pobres i els rics. Les espardenyes representarien els ciutadans més humils, i el barret de copa, les classes més afavorides. La segona versió, menys poètica, però amb més concordança amb la realitat, diu que el calçat tradicional i quotidià de la Catalunya rural dels segles anteriors era l'espardenya de cànem trenat, i el barret de copa era una peça molt comuna dels cossos armats dels primers anys del segle xix.
Un altre aspecte que destaca de la uniformitat és el cordó de 90 cm de color blanc que penja a la dreta del cinturó. Són unes reproduccions de les manilles que feien servir els Mossos per immobilitzar els malfactors i brivalls de l'època.

### Uniforme de mitja gala

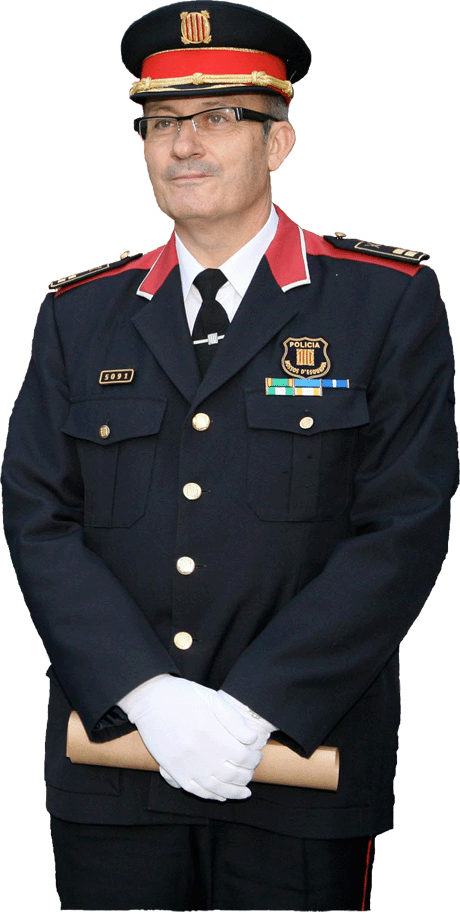
Comissari amb l'uniforme de mitja gala.

El decret 184/1995 descriu com és l'uniforme de mitja gala dels Mossos d'Esquadra:
Aquest uniforme per a ocasions institucionals està compost per una jaqueta «tipus americana de color blau fosc, amb coll i solapa, cordada amb quatre botons», i destaca que «als costats superiors hi ha unes bandes de color vermell sobreposades a la costura entre el davant i l'esquena, amb un passador al mig per fixar-hi unes xarreteres dures». En aquestes xarreteres s'hi posen els galons que corresponen a aquell mosso o mossa. Els quatre botons són «metàl·lics platejats amb l'escut de la Generalitat de Catalunya». Compta també amb quatre butxaques de plastró, i concretament «damunt la butxaca superior esquerra haurà d’'anar col·locat l'escut de la Policia de la Generalitat – Mossos d'Esquadra», sota del qual, per cert, es col·loquen les medalles que té el policia que duu l'uniforme. Els pantalons són «del mateix teixit i color blau marí fosc que la jaqueta, amb trinxa normal i un plec a cada banda» amb un «rivet vermell al llarg de les costures exteriors dels camals».
La gorra de plat és la mateixa de l'uniforme habitual. La gorra té diferents variants per distingir l'escala a què pertany cada mosso:
«a) Escala bàsica: visera de xarol.»
«b) Escala intermèdia: visera de roba amb cinta, "caramanya", soutache i barballera daurats.»
«c) Escala executiva: visera de roba amb cinta, "caramanya", soutache i barballera daurats i escut brodat de la Generalitat.»
«d) Escala superior: visera de roba amb cinta, "caramanya" embrancada, soutache i barballera de cordó daurat i escut brodat de la Generalitat. La gorra de plat d'estiu és com la que s'ha descrit però amb la variant que el teixit exterior de color blau marí fosc és reixat.»
Les sabates «hauran de ser de cuir, de color negre i amb cordons». Pel que fa a la camisa i a la corbata són les mateixes de l'uniforme de gala. Els guants són també blancs però específicament de roba. El cinturó, en canvi, difereix una mica: «és de niló de color negre, va subjectat a les travetes del pantaló, i d'ell pengen la funda de l'arma mitjançant el cranc, en sentit vertical, el carregador i les manilles amb la seva funda».
Finalment cal destacar que per tot l'uniforme hi ha la insígnia de la Generalitat: «a tots els botons, niquelats, hi haurà en alt relleu el senyal de la Generalitat. A la part del davant de la gorra de plat i en la doble vertical, el senyal de la Generalitat en color, a sobre d'un feltre vulcanitzat de 42 mm d'alçada i 35 mm d'amplada.»

## Medalles i distincions
Cada any, durant la celebració del dia de les Esquadres, el cos reconeix les actuacions meritòries dels membres del mateix, així com d'altres cossos i de l'àmbit de la judicatura i de la societat civil.

### Medalla d'Or
Es condecora amb medalla d'Or amb distintiu vermell (a títol individual per recompensar aquelles actuacions policials):
«Com a conseqüència d'un acte de servei amb resultat de mort.»
«Com a conseqüència d'un acte de servei amb resultat de mutilacions o ferides greus que derivin en una incapacitat total.»

### Medalla d'Argent
Es condecora amb medalla d'Argent:
«Com a conseqüència d'un acte de servei amb resultat de mutilació o ferides greus de les quals no es derivi la incapacitat total (distintiu color vermell).»
«Tenir una actuació exemplar i extraordinària o que representi un gran risc, o remarcable pel compliment de serveis de reconeguda importància, de la qual derivi prestigi per al Cos de mossos d'esquadra (distintiu color blau).»

### Medalla de Bronze
Es condecora amb medalla de Bronze (a títol individual o col·lectiu):
«Resultar lesionat com a conseqüència d'un acte de servei, sempre que no hagi existit imprudència, imperícia o cas fortuït (distintiu vermell).»
«Haver realitzat amb risc o perill personal actuacions abnegades de reconegut valor que acreditin un mèrit per al cos de mossos d'esquadra (distintiu blau).»
«Destacar en el compliment de les seves obligacions professionals o realitzar estudis professionals o científics de caràcter policial que comportin prestigi per al Cos de mossos d'esquadra (distintiu blau).»

## Controvèrsies i causes judicials
- El 2008 l'Audiència de Barcelona va condemnar a sis anys i set mesos de presó a tres Mossos per les suposades lesions provocades a un detingut de qui es provà la seva innocència.[24] L'any 2009 la pena fou rebaixada pel Tribunal Suprem.[25] L'any 2012 el Govern concedí l'indult parcial.[26]
- El 2016 sis agents foren condemnats a dos anys de presó per la seva suposada participació en l'atur cardíac d'un empresari al barri del Raval.[27]
- El 2017 el major dels Mossos fou destituït amb l'aplicació de l'Article 155 de la Constitució espanyola. A més, s'obrí una investigació a la Generalitat a la fi d'esclarir el seu paper durant els fets de l'1 d'octubre de 2017.
- El 2018 va fer-se pública la falsa acusació d'espionatge a personalitats vinculades amb la premsa i la política.[28]

## Fotografies

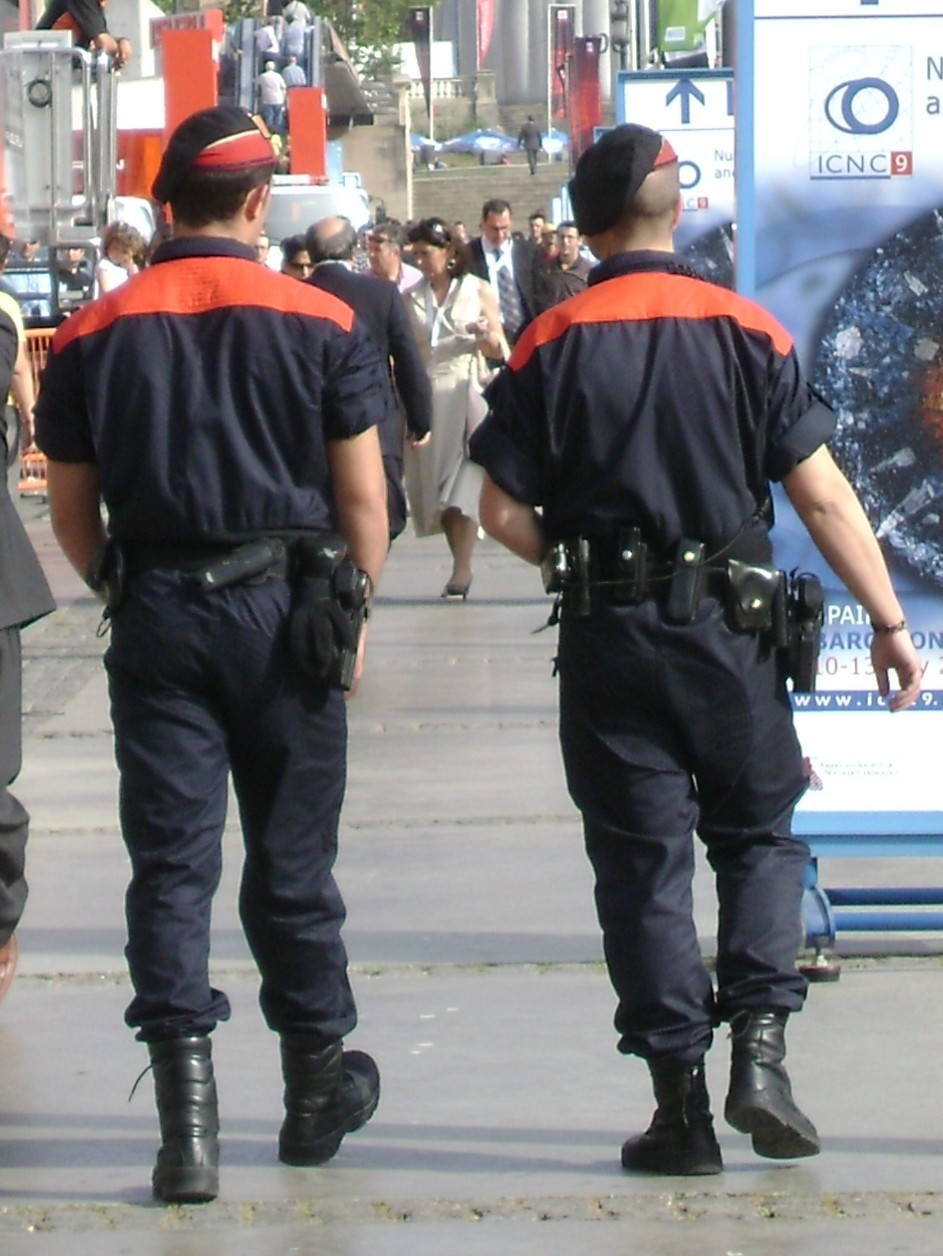
Patrulla ARRO a peu.
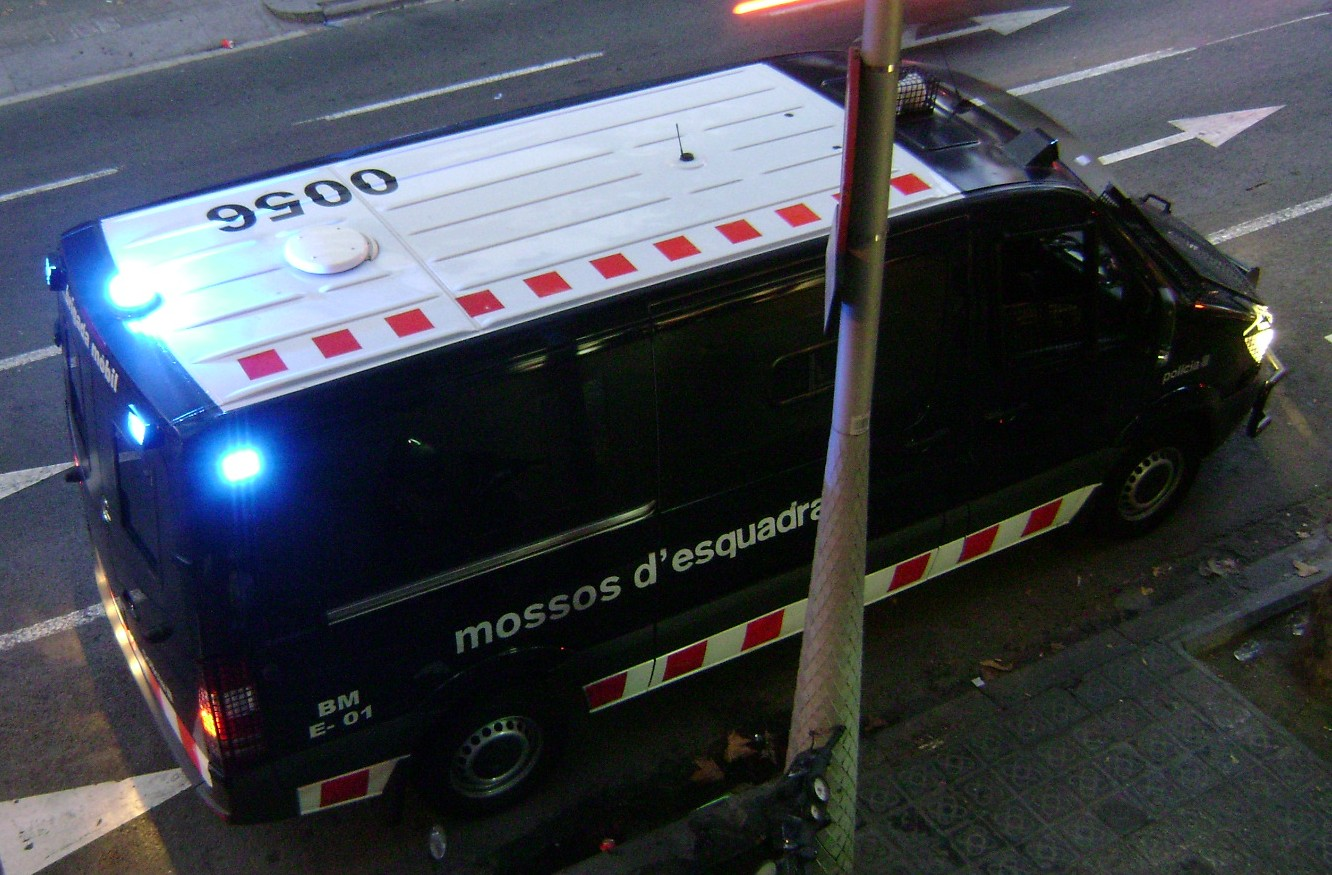
Furgoneta ABM.
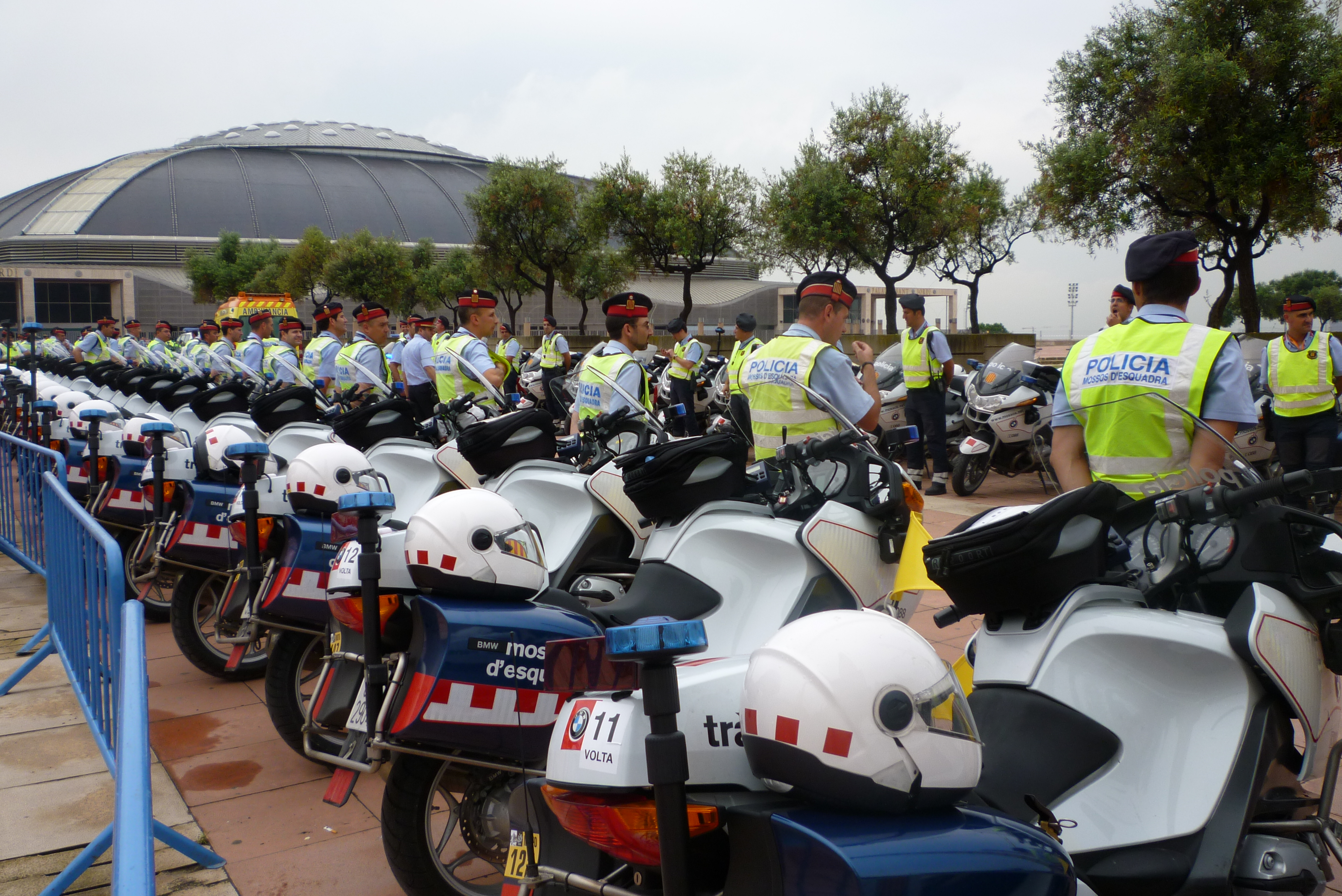
Formació de patrulles ART.
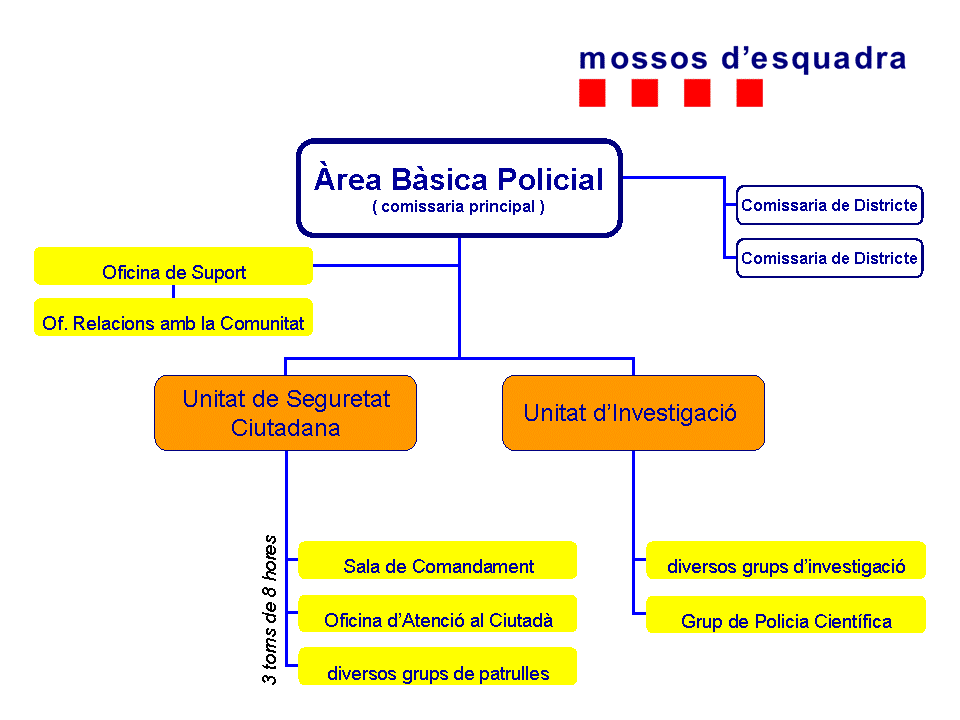
Estructura d'una ABP.
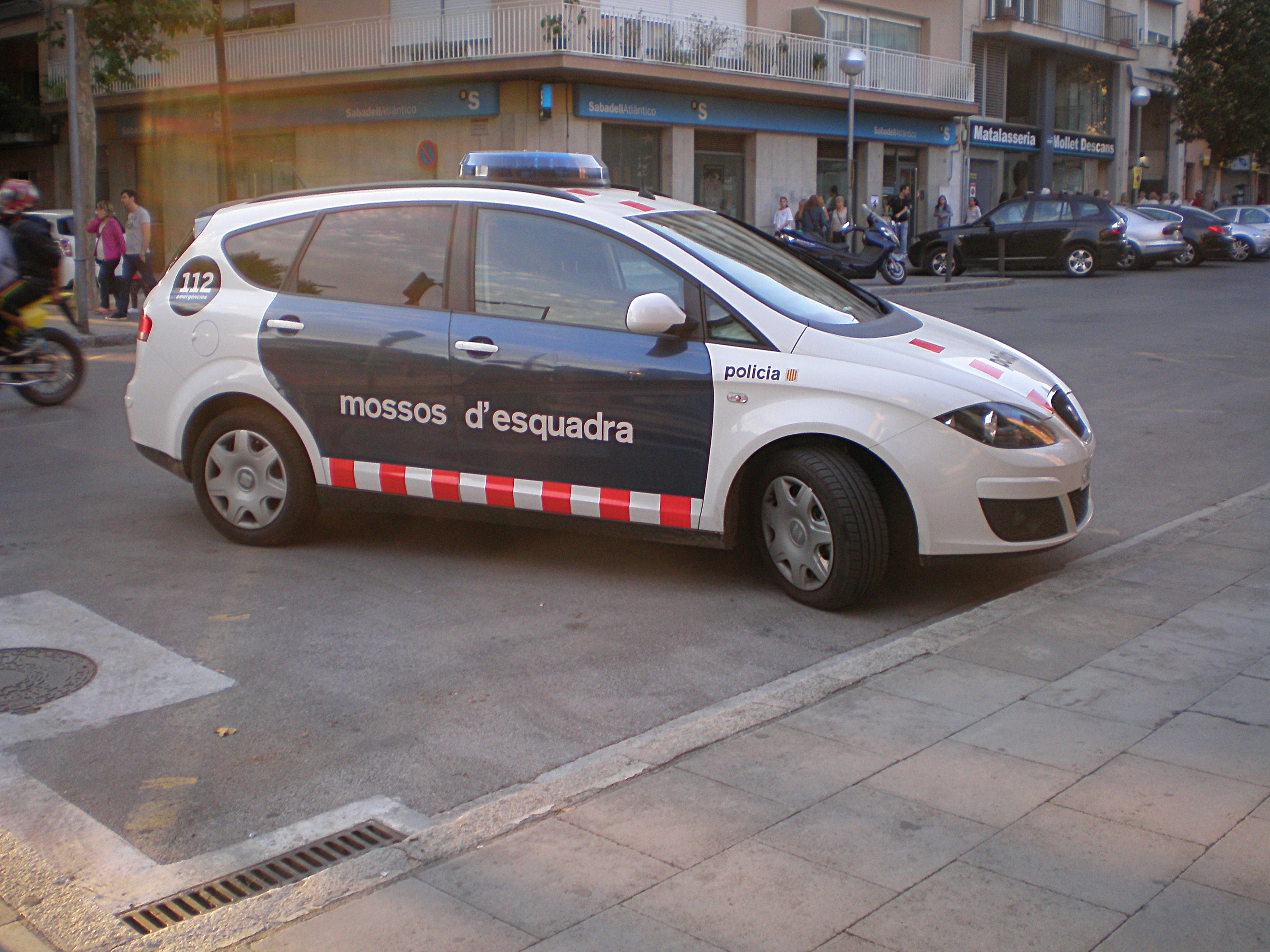
Cotxe dels Mossos d'Esquadra a l'Avinguda Llibertat de Mollet del Vallès.
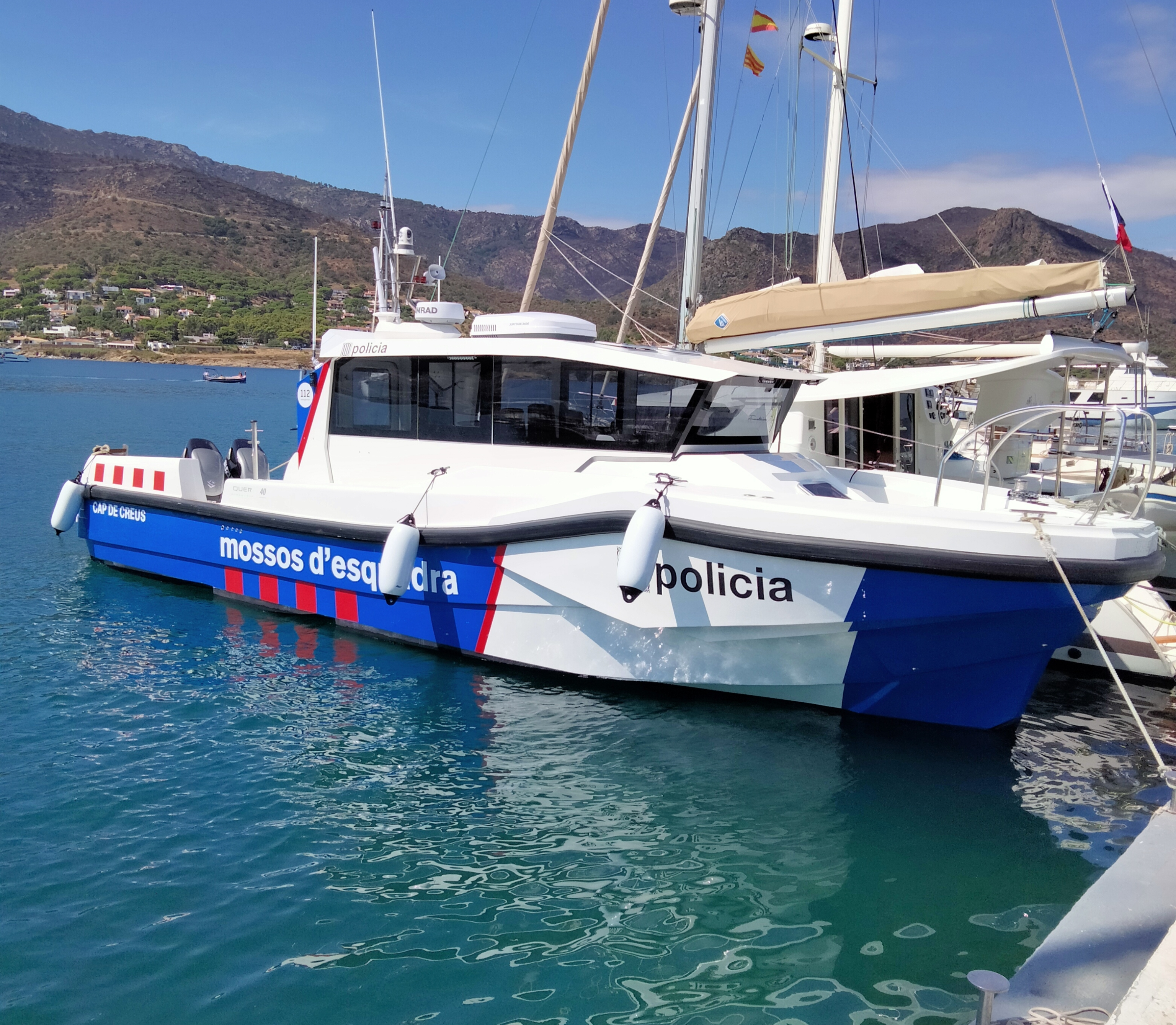
Patrullera Cap de Creus, amarrada al Port de la Selva.
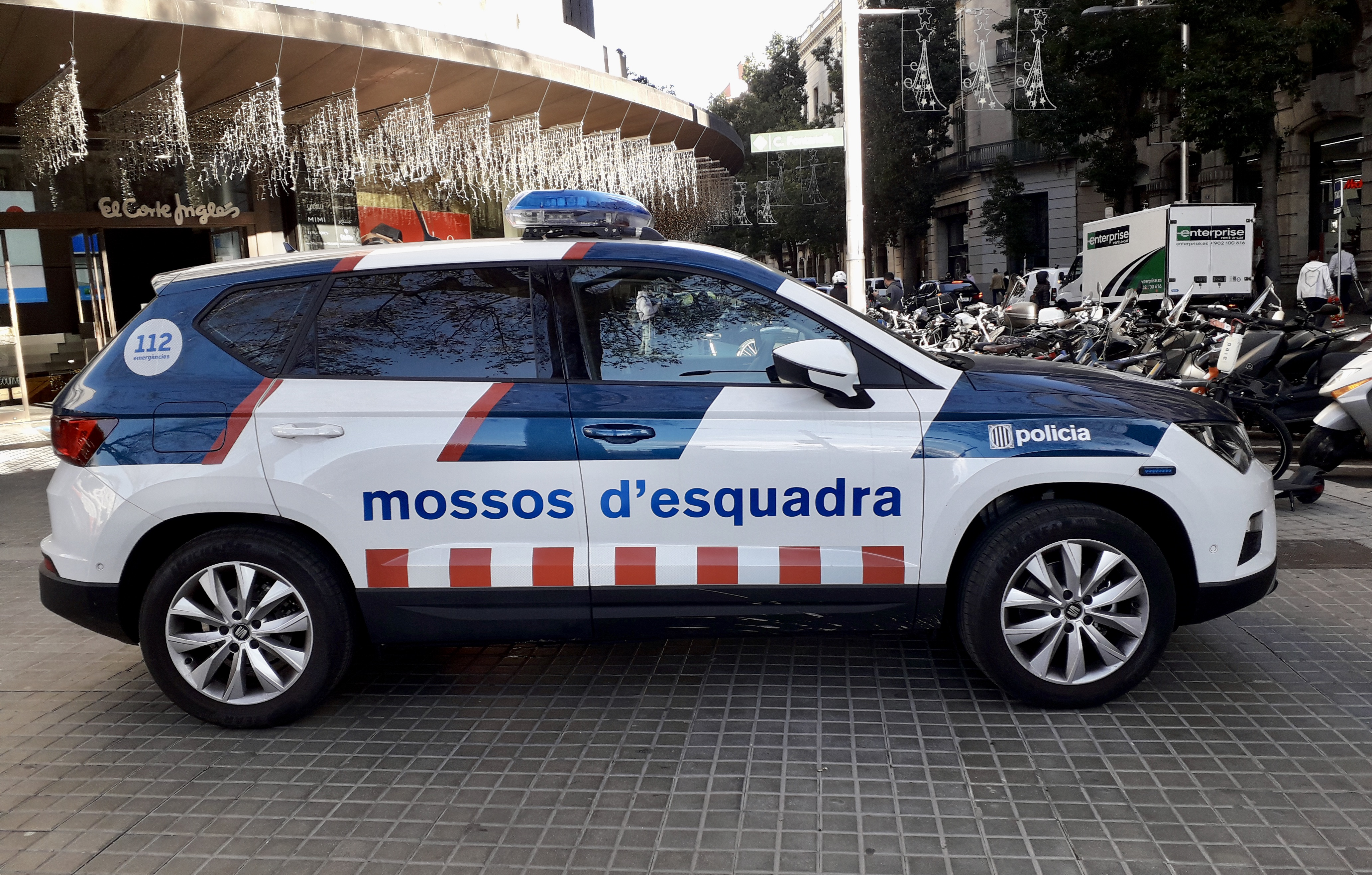
SEAT Patrulla
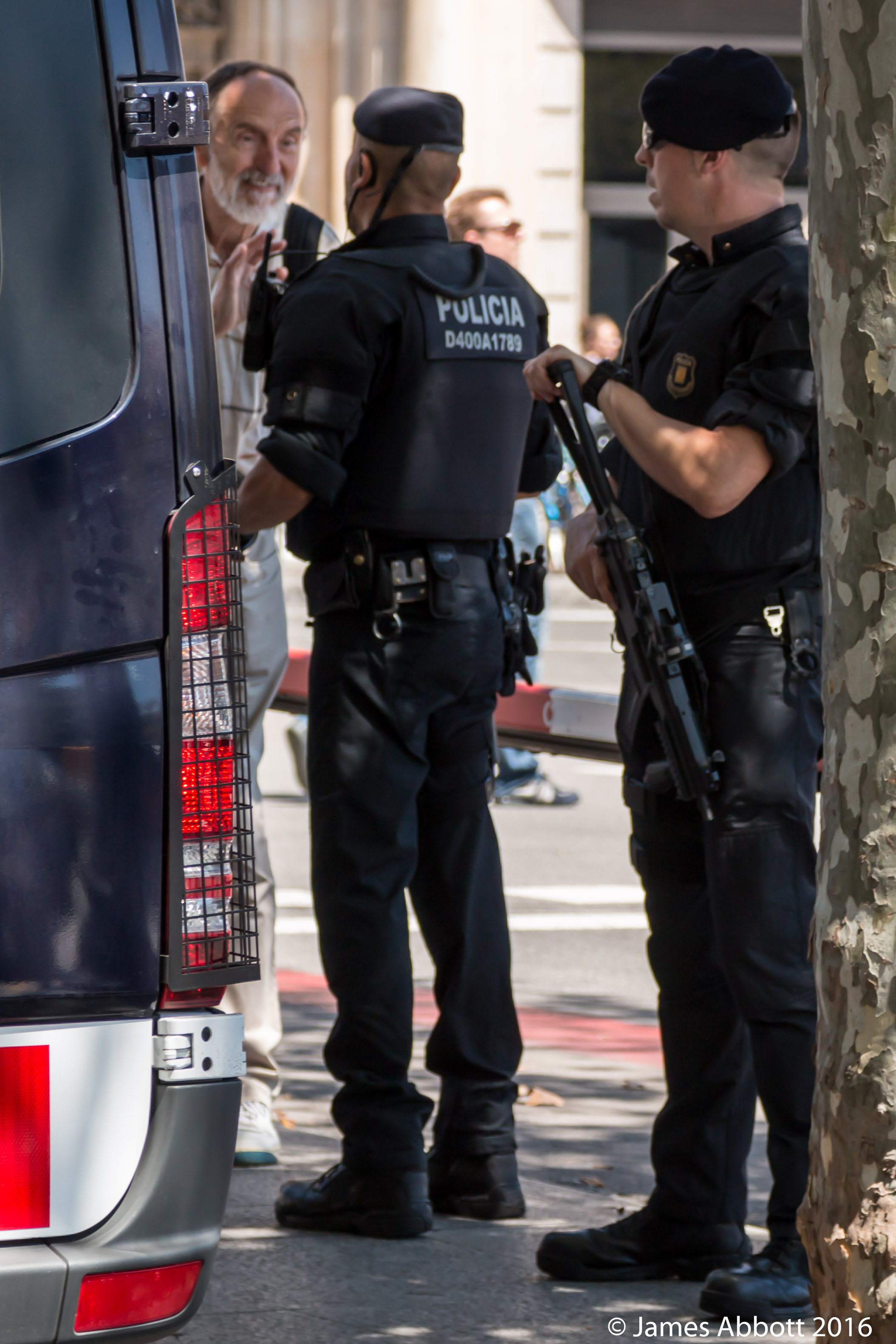
Unitat BRIMO
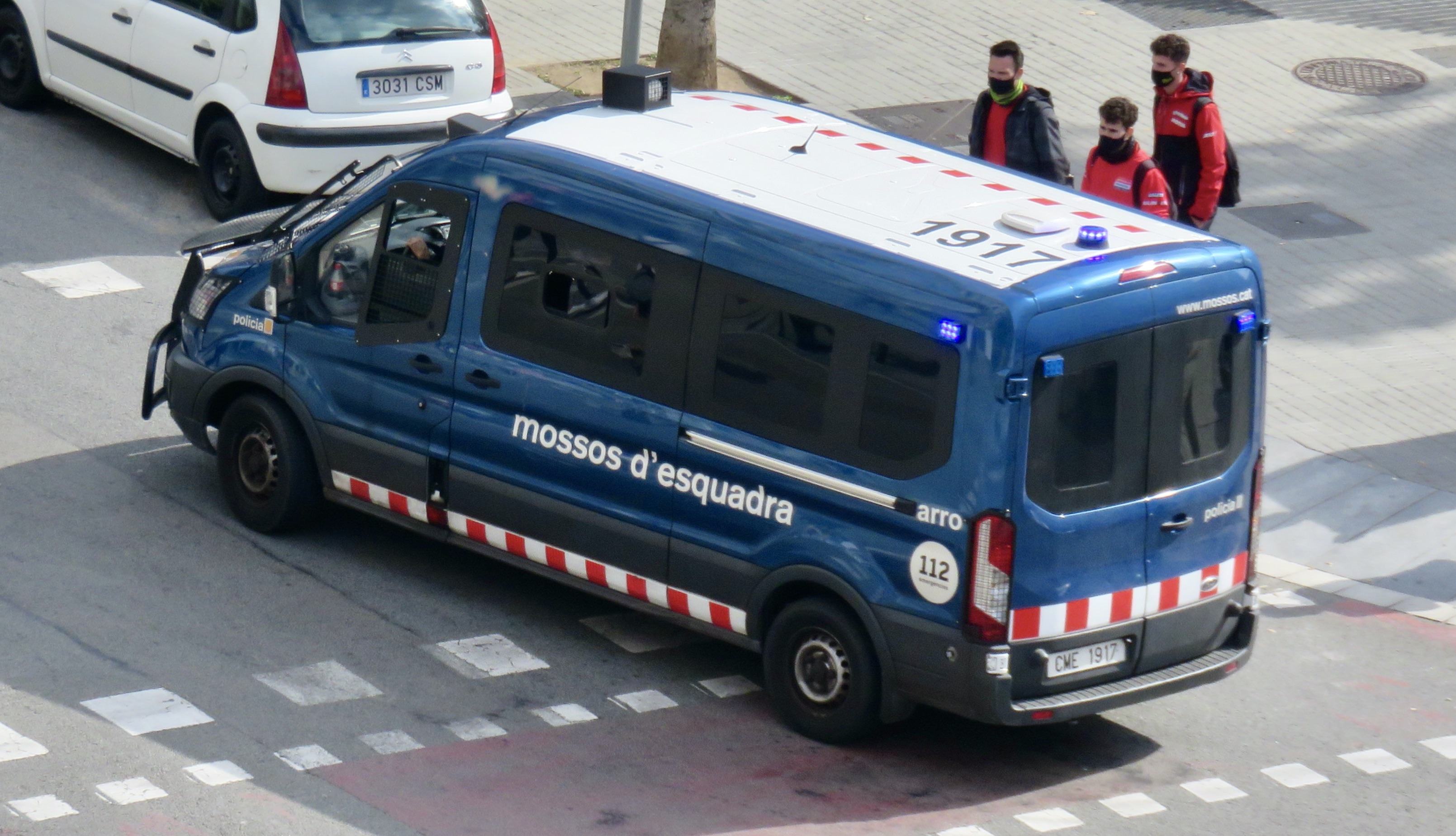
Furgó ARRO
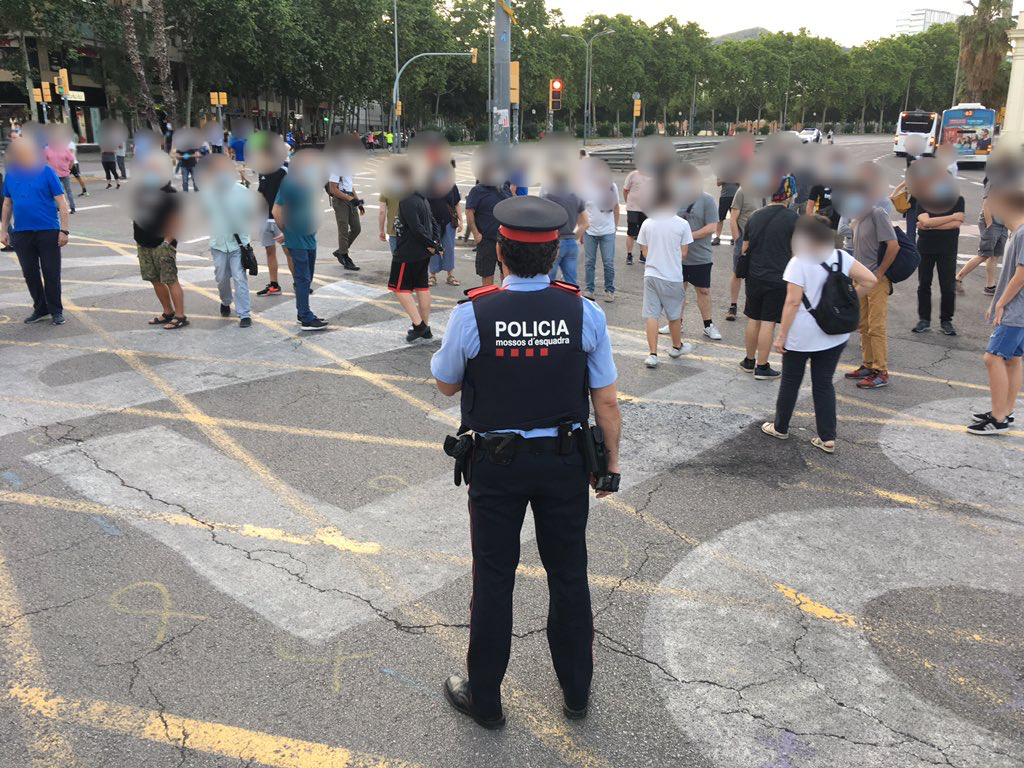
Agent de l'USC
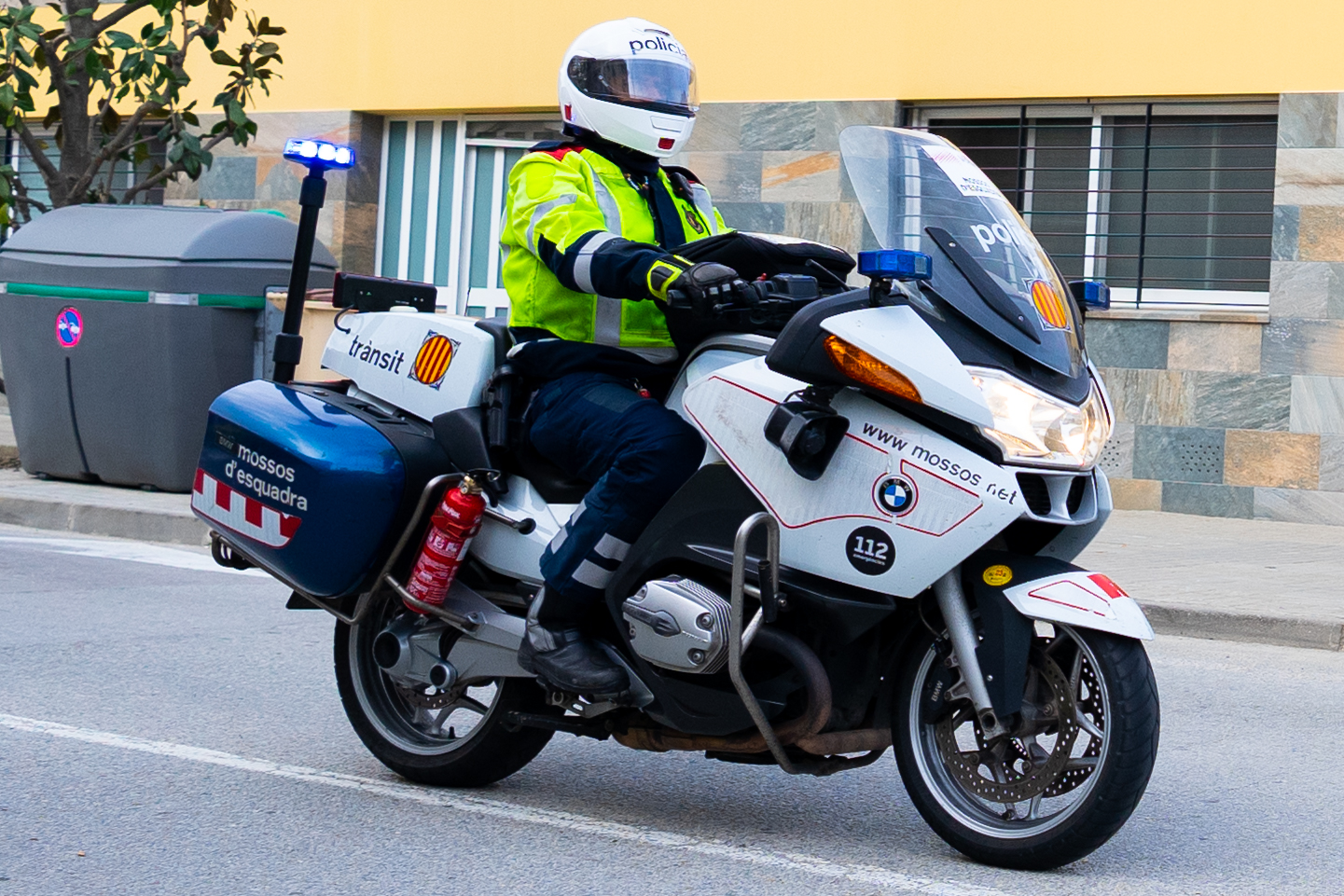
Agent de Trànsit